# 飛ぶ教室 (雑誌)
飛ぶ教室（とぶきょうしつ）は、児童文学の総合誌。現在は光村図書より発行されている。副題に「児童文学の冒険」を掲げ、子どもの本の作家と大人の本の作家が自由に交流できる場を提供し、従来の児童文学の枠組みを広げることを趣旨とする。雑誌名は、エーリッヒ・ケストナーの同名小説『飛ぶ教室』から。

## 第1期
石森延男、今江祥智、尾崎秀樹、栗原一登、河合隼雄、阪田寛夫らが編集委員となって、1981（昭和56）年発刊。河合隼雄『あなたが子どもだったころ』『子どもの本を読む』『ファンタジーを読む』、池澤夏樹『南の島のティオ』、梨木香歩『西の魔女が死んだ』などは、「飛ぶ教室」での連載から出版化された。年２回の作品募集を行い、入選・佳作を含めた受賞者には、内田麟太郎、石井睦美、江國香織、牧野節子などがいる。1990（平成2）年から1994（平成4）年の間は、版元を遷し楡出版から発行された。1995（平成7）年、休刊。

## 第2期
石井睦美が編集人となり、2005年に復刊。休刊前と同じ季刊発行で、発売は1・4・7・10月の25日。復刊第5号からは有山達也（アリヤマデザインストア）がデザインを手がける。毎号の作品募集を行っている。童話部門と短編小説部門があり、選者は今江祥智、石井睦美と編集部。なお、2015年の今江の死去に伴い、後任には川島誠が就いている。
作品募集の結果
- 第5回　準佳作　大久保雨咲　『とのさまと雨の日』
- 第7回　優秀作　真砂知加子　『ナナフシおばさんとバッタの子』
- 第8回　優秀作　伊藤美香　『蝶々』
- 第9回　優秀作　大久保雨咲　『猫の背』
- 第10回　優秀作　伊藤美香　『A Room』
- 第11回　優秀作　昼田弥子　『ハニホ氏の小指』
- 第12回　優秀作　日吉仔郎　『忘れものおじさん』
- 第13回　佳作　東町亜紀　『月と稲穂』
- 第15回　該当作なし
- 第16回　佳作　庭野雫　『赤い花咲いて』
- 第17回　佳作　薄田恭子　『永遠のとけい』
- 第18回　佳作　延島葉児　『箱娘』
- 第20回　佳作　細田明　『ミえる』
- 第21回　該当作なし
- 第22回　佳作　藤重光人　『立花たんぽぽ丸のこと』
- 第23回　佳作　藤重光人　『ねこふりやまず』
- 第24回　該当作なし
- 第25回　佳作　香桃もこ　『かくれんぼの絵本』

- 第54回　佳作　清水温子　『わたしのばあちゃん』
- 第55回　該当作なし